# Каллисфен (афинский политик)
Каллисфен (др.-греч. Καλλισθένης) — афинский политик IV века до н. э. из антимакедонской партии. В 356 году до н. э. Каллисфен стал инициатором создания антимакедонского союза Афин с правителями Фракии Кетрипором, Пеонии Ликкеем и Иллирии Грабом II. Через 10 лет в 346 году до н. э. Каллисфен провёл псефизму, согласно которой афинянам запрещалось ночью находиться вне городских стен.

## Биография
Каллисфен родился до 380 года до н. э. в семье Этеоника из Фалера. Он был сторонником антимакедонской партии. Предположительно, при содействии Каллисфена в 356 году до н. э. Афины заключили антимакедонский союз с правителями Фракии Кетрипором, Пеонии Ликкеем и Иллирии Грабом II. Также, он был ответственным за обеспечение поставок зерна из Боспорского царства в Афины.
Летом 346 года до н. э. после получения известий о разгроме Фокиды и пересечении македонского войска Филиппа II Фермопильского ущелья, Каллисфен внёс предложение о мерах обороны в случае нападения македонского царя Филиппа II. Согласно «псефизме Каллисфена», которую в одной из своих речей цитировал Демосфен, афинянам было запрещено ночью находиться вне городских стен в сельской местности. Ценное имущество следовало перевезти в укреплённые города.
В 335 году до н. э., после падения Фив, Александр Македонский, согласно Плутарху, потребовал у афинян выдачи Каллисфена вместе с другими противниками Македонии. Но афиняне, убеждаемые Демосфеном не выдавать «своих сторожевых собак волкам», не решались пойти на такие условия. В итоге Александр, благодаря заступничеству Демада, согласился на помилование названных им лиц.
Согласно Афинею, комический поэт Тимокл в своей пьесе «Делос» изображает Каллисфена наряду с Демосфеном, Мироклеем, Демоном и Гиперидом принявшим взятку от бывшего казначея Александра Македонского Гарпала, когда тот был в Афинах в 324 году до н. э. Также Каллисфена высмеивал в комедии «Рыбачка» Антифан.